# 望安鄉
望安鄉（白話字：Bāng-oaⁿ-hiong），舊稱「網垵」、「八罩嶼」，位於中華民國澎湖縣南部，澎湖本島南方海上，由19個島嶼所組成，其中望安島、將軍澳嶼、花嶼、東嶼坪嶼、西嶼坪嶼、東吉嶼等6個島有常住居民，面積約為13.7824平方公里，人口約有5千4百多人，人口密度每平方公里接近4百人，是澎湖縣人口密度最低的行政區。

## 歷史沿革
澎湖縣望安鄉有兩大古名，一為「網垵」、二為「八罩」；望安位於澎湖本島（大山嶼）南方，由18座島嶼組成，其中最大島稱作「網垵島」，在清領時期劃入「網垵澳」而得名，「網垵」後於日治時期的大正九年（1920年）更易作「望安」。:205
至於「八罩」之名則眾說紛紜，根據台灣學者顏尚文在《續修澎湖縣志》的看法，認為「八罩」之名源自網垵本島（望安島）周遭，係由八座大島（北側的虎井嶼，東側的將軍澳嶼、東吉嶼、西吉嶼、東嶼坪、西嶼坪，西側有花嶼，南方有大嶼島）所包圍壟罩住而得名:205；上述八座大島扣除虎井嶼屬馬公市、大嶼島即七美嶼（七美鄉），在當代望安鄉行政區範圍內有18座小島，有人島6座，其中行政區望安本島設有4村（東安村、西安村、中社村、水垵村），其餘如將軍澳嶼、花嶼、東嶼坪嶼、西嶼坪嶼、東吉嶼等五島，一島設一村，又計5村，今望安鄉總計下轄有9村。
此外，位處澎湖群島最南端的大嶼島，在清領時期以及日治時期大多併入望安管轄，直到日治時期末期的昭和19年（1944年），澎湖廳最後一任廳長大田政作設立大嶼庄，才獨立成一行政單位，1945年後延續此一行政規制，惟在民國38年（1949年）將大嶼鄉改名成七美鄉。:213
歷年所屬行政區列表
| 起訖年份  | 行政區             |
| 1920~1926 | 高雄州澎湖郡       |
| 1926~1945 | 澎湖廳望安支廳望安 |
| 1945~1946 | 澎湖縣望安區望安鄉 |
| 1946~     | 澎湖縣望安鄉       |

## 人口
根據澎湖縣政府民政處及內政部戶政司統計，2024年底望安鄉戶數約2千戶，人口約5.4千人，人口密度每平方公里約394人，是澎湖縣人口密度最低的行政區，鄉內人口最多與最少的村分別是將軍村與西坪村，2024年底兩村人口分別為1,573人與257人。望安鄉與澎湖縣其他地區相同，面臨人口老化與少子化的問題，2024年底時，望安鄉有7.61%是0至14歲人口，68.07%是15至64歲人口，24.32%是65歲以上人口，是澎湖縣幼年人口佔比最低的行政區。

## 政治

### 歷任鄉長
| 任次       | 姓名   | 備註                      |
| ---------- | ------ | ------------------------- |
| 1          | 吳 玉  |                           |
| 2          | 吳 玉  |                           |
| 3          | 吳 玉  |                           |
| 4          | 王自天 |                           |
| 5          | 許元然 |                           |
| 6          | 許元然 |                           |
| 7          | 許有竹 |                           |
| 8          | 許有竹 |                           |
| 9          | 彭娟娟 |                           |
| 10         | 彭娟娟 |                           |
| 11         | 許有竹 |                           |
| 12         | 許龍富 |                           |
| 13         | 許有竹 |                           |
| 14         | 許龍富 |                           |
| 15         | 葉忠入 |                           |
| 16         | 許龍富 | 當選無效                  |
| 16（補選） | 葉忠入 | 涉嫌貪污                  |
| 17         | 許賢德 |                           |
| 18         | 彭亞湖 |                           |
| 19         | 許賢德 | 現任 涉嫌貪污，羈押禁見中 |

### 鄉政組織
望安鄉公所是澎湖縣望安鄉最高層級的地方行政機關，在中華民國政府架構中為鄉自治的行政機關，同時負責執行縣政府及中央機關委辦事項，望安鄉的自治監督機關為澎湖縣政府。鄉長由全體鄉民直接選舉產生，任期為四年，可連選連任一次。望安鄉公所並置鄉政會議，為鄉政最高決策機構，在鄉長之下，設有5課2室等7個內部單位及1個附屬機關。
望安鄉民代表會是望安鄉的最高民意機關，代表望安鄉全體鄉民立法和監察鄉政。鄉民代表由公民直選選出，任期為四年，可連選連任。共有7位鄉民代表，第一選區3席鄉民代表、第二選區2席鄉民代表、第三選區2席鄉民代表，主席、副主席由7位鄉民代表互選產生。
望安鄉為澎湖縣議會第五選區，在澎湖縣議會19席縣議員中，望安鄉共選出1席縣議員。

### 村里組織
- 中社村、水垵村、西安村、西坪村、東安村、東吉村、東坪村、花嶼村、將軍村共計9村。

| 村名   | 村長     | 性別 | 出生年 | 推薦政黨 | 得票數 |
| ------ | -------- | ---- | ------ | -------- | ------ |
| 東安村 | 許大信   | 男   | 1970   | 無黨籍   | 325    |
| 西安村 | 許清上   | 男   | 1967   | 無黨籍   | 205    |
| 中社村 | 陳枻橙   | 男   | 1966   | 無黨籍   | 118    |
| 水垵村 | 高瑞明   | 男   | 1958   | 無黨籍   | 211    |
| 將軍村 | 陳郭梅鉛 | 女   | 1964   | 無黨籍   | 693    |
| 東坪村 | 呂東昇   | 男   | 1959   | 無黨籍   | 322    |
| 西坪村 | 陳森煌   | 男   | 1980   | 無黨籍   | 93     |
| 東吉村 | 高宏志   | 男   | 1988   | 無黨籍   | 99     |
| 花嶼村 | 王玉英   | 女   | 1972   | 無黨籍   | 173    |

## 教育

### 國民中學
- 澎湖縣立望安國民中學 （页面存档备份，存于）
- 澎湖縣立將澳國民中學 （页面存档备份，存于）

### 國民小學
- 澎湖縣望安鄉望安國民小學 （页面存档备份，存于）
- 澎湖縣望安鄉花嶼國民小學 （页面存档备份，存于）
- 澎湖縣望安鄉將軍國民小學 （页面存档备份，存于）

## 島嶼
- 望安島：東安村、西安村、中社村、水垵村
- 將軍澳嶼：將軍村
- 東吉嶼：東吉村
- 東嶼坪嶼：東坪村
- 西嶼坪嶼：西坪村
- 花嶼：花嶼村

### 無人島
- 西吉嶼
- 草嶼2
- 金瓜仔礁
- 鋤頭嶼
- 狗沙仔
- 大貓嶼
- 馬鞍山嶼
- 後袋仔
- 鐵砧
- 豬母礁
- 大塭
- 籠塭
- 北塭
- 小貓嶼
- 南塭
- 頭巾
- 白沙塭
- 天台山塭
- 鐘仔
- 香爐
- 二塭
- 船後礁
- 船帆嶼礁
- 酒甕礁
- 柴垵塭
- 凹門礁
- 海翁礁
- 花嶼南塭
- 南塭仔

## 交通
進出望安鄉的交通有海路（馬公、將軍港、高雄港）及望安機場（馬公、高雄）。

## 旅遊
- 澎湖南方四島國家公園
- 天台山
- 西安沙灘
- 綠蠵龜保育中心
- 潭門港
- 網垵口沙灘
- 貓嶼海鳥保護區
- 花嶼
- 東吉島
- 花宅，1946年將名稱改為中社，此地亦是電影殺夫（白鷹、夏文汐主演）、沒卵頭家（陸小芬、馬如風、陳松勇主演）以及三立電視台連續劇桂花巷（葉全真主演）的拍攝地點。

## 外部連結
- 沿著菊島旅行-澎湖資訊網 （页面存档备份，存于）
- 望安鄉公所 （页面存档备份，存于）